# Letiště Plasy
Letiště Plasy (ICAO: LKPS) je vnitrostátní veřejné civilní letiště jihozápadně od obce Plasy v okrese Plzeň-sever. Vzniklo v roce 1946. Slouží především pro rekreační účely – seskoky padákem, vyhlídkové lety a pilotní výcvik. Provozovatelem letiště je Aeroklub Plasy, který je rovněž hlavním subjektem provozujícím letovou činnost na letišti. Letiště má jednu travnatou dráhu 03/21, dlouhou 840 metrů a 100 metrů širokou.